# Pałasz czarny
Pałasz czarny (Aphanopus carbo) – ryba z rodziny pałaszowatych głębokowodnych zamieszkująca Ocean Atlantycki pomiędzy 69°N a 27°N na głębokości od 180 do 1700 m. Długość ciała do 110 cm, dojrzałość osiąga mając około 80 do 85 cm.

## Cechy charakterystyczne
Pałasz czarny jest czarno ubarwioną, ze srebrnym opalizującym odcieniem, rybą o silnie wydłużonym bocznie spłaszczonym ciele. Ma duże oczy i otwór gębowy zaopatrzony w ostre zęby. Wnętrze paszczy oraz skrzela są również czarnego koloru. Płetwa grzbietowa występuje na niemal całej długości ciała, ma od 34 do 41 kolców i od 52 do 56 miękkich promieni. Płetwa odbytowa ma 2 kolce i od 43 do 48 miękkich promieni. Płetwa brzuszna posiada jeden promień u młodych ryb, zaś u osobników dorosłych całkowicie zanika. Uważa się, że młode osobniki żyją na głębokościach od 100 do 500 m.

## Tryb życia
Pałasz żyje w strefie bentonicznej oceanu w dzień, zaś w nocy porusza się w górę w toni wodnej by żerować na średnich głębokościach. Żywi się skorupiakami, głowonogami i innymi rybami, głównie z rodziny buławikowatych (Macrouridae), morowatych (rodzina Moridae) i Alepocephalidae. Ryby tego gatunku dojrzewają płciowo przy długości około 80 cm. Zarówno jaja i larwy są pelagiczne – dryfują z planktonem.

## Znaczenie ekonomiczne
Pałasz czarny ma znaczenie dla gospodarki rybołówstwa krajów Półwyspu Iberyjskiego, a zwłaszcza Madery, gdzie jest ceniony ze względu na dobrej jakości mięso i zazwyczaj osiąga wysoką cenę. W restauracjach na Maderze chętnie zamawiana przez turystów, jako lokalny specjał, gdzie znany jest wśród polskich turystów pod jej portugalską nazwą "espada".

## Ochrona gatunku
Marine Conservation Society oceniło pałasza jako gatunek podatny na przełowienie. Według MCS, jest za mało informacji aby wskazać, że połów może być utrzymywany na stałym poziomie, bez wyczerpania zasobów ryby i spowodowania poważnych szkód ekologicznych.